# Carrocinha

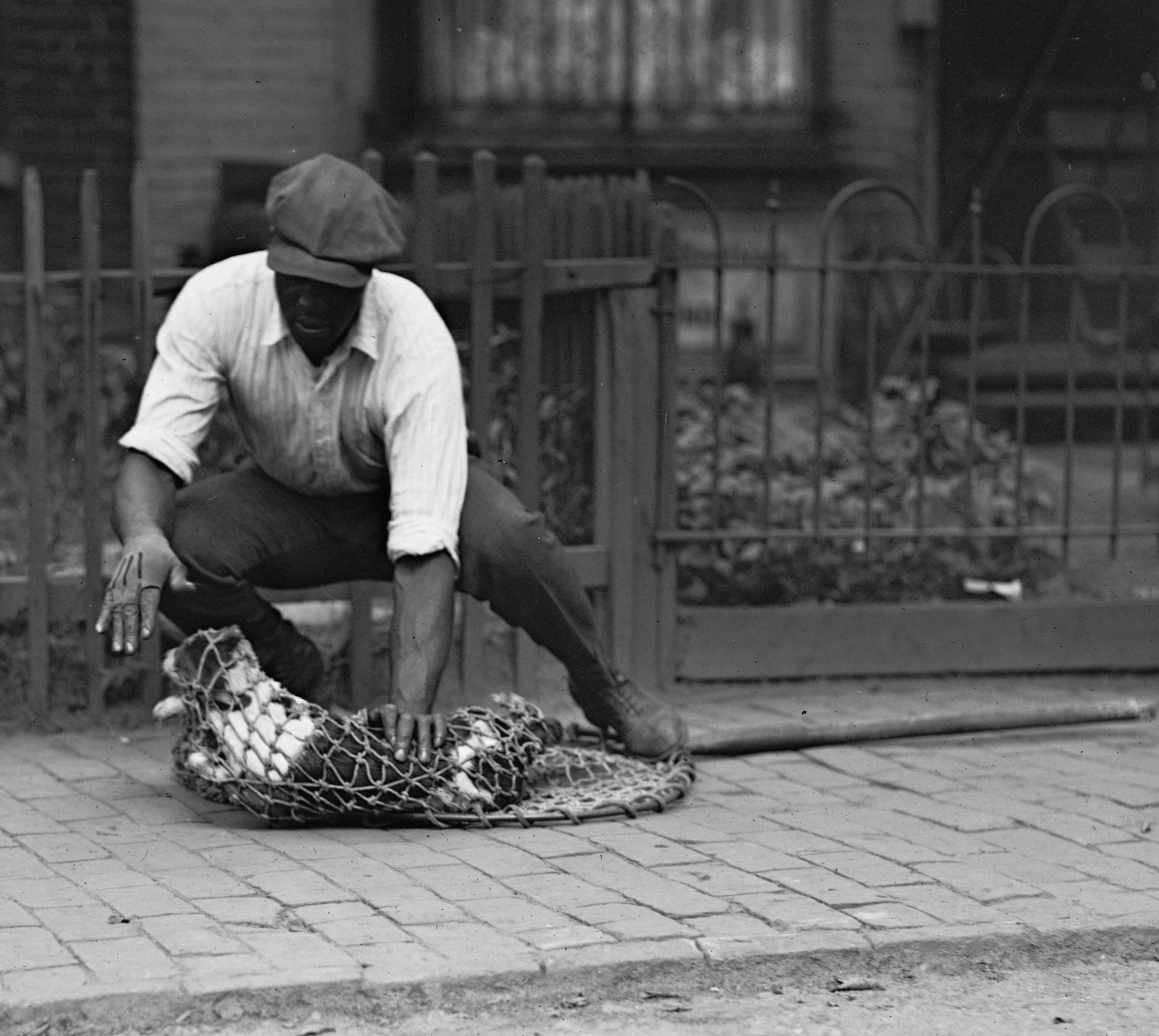
Um agente de controle de animais (na época conhecido como apanhador de cães) prendendo um gato de rua em uma rede.

A carrocinha, também conhecida por "carrocinha de cães" ou "carrocinha de cachorros" é como se designa, em várias regiões do Brasil, o veículo utilizado pelos Centros de Controle de Zoonoses das prefeituras para recolher das ruas os animais desamparados, sobretudo cães e gatos.

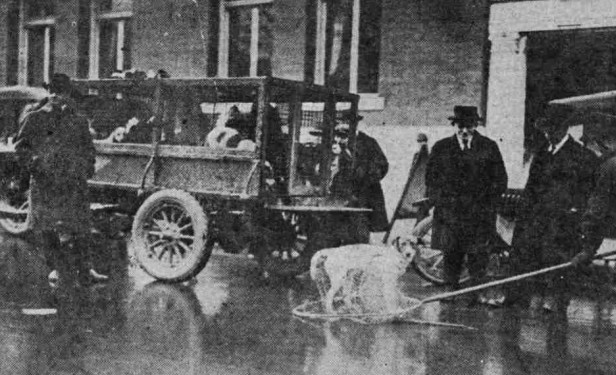
outro agente de controle de animais prendendo um cão de rua em uma rede.

Trata-se, via de regra, de um utilitário de médio porte equipado com celas para o enclausuramento dos animais apreendidos. Alguns contam com um espaço aberto entre a cabine e a carroceria para o transporte dos operários responsáveis pelas capturas, feitas com um instrumento denominado cambão.
Dos animais capturados, poucos são resgatados por seus donos, outros acabam doados, alguns são encaminhados para servirem de cobaias e a maioria é sacrificada.
Por seu caráter controverso, a carrocinha pode ser mal-vista pela população e sua presença por vezes gera desentendimentos.